# Hermann von Bremen
Erzbischof Hermann war der 14. Bischof von Bremen (gestorben 18. September 1035), der 11. Erzbischof mit Sitz in Bremen und der 8. Erzbischof seit der offiziellen Verschmelzung der Diözesen Bremen und Hamburg zum Erzbistum Hamburg-Bremen. 1032 ins Amt gekommen, regierte er weniger als drei Jahre. Er stammte von Bewohnern eines Moores ab. Er beschaffte liturgische Gerätschaften aus zwanzig Mark (468 Gramm) Gold. Er soll viele Stolen und Umhänge besessen haben, dazu Bücher. 
Adam von Bremen lobte seinen Charakter nicht: Er sei schlicht wie eine Taube gewesen, habe dabei wenig von der Klugheit einer Schlange gehabt. Von Untertanen habe er sich leicht täuschen lassen. Er visitierte wenig Pfarreien und besuchte nur einmal Hamburg.
Einer seiner Kapelane war Suitger, der spätere Papst Clemens II., einer seiner Subdiakone der spätere Bremer Erzbischof Adalabert I. Er holte einen bedeutenden Kirchenmusiker namens Guido nach Bremen. Er ließ die uralte Michaeliskapelle abreißen und seine dort bestatteten Vorgänger Adalgar, Hoger und Reginward im Dom unter einer einzigen Empore bestatten. Er begann, den von Unwan als Erdwerk angelegten Verteidigungsring um die Bremer Domburg durch eine Steinmauer zu ersetzen.
Hermann von Bremen starb in Hüttenrode (Adam von Bremen: „Hiddinrode“) im Bistum Halberstadt.